# Virginia-Klasse (1976)
Die Virginia-Klasse war eine Klasse von Atomkreuzern, die die United States Navy in den späten 1970er-Jahren in Dienst gestellt hat und die in den 1990er Jahren wieder außer Dienst gestellt wurden, um das Budget der Navy zu entlasten. Die vier Einheiten der Klasse waren die letzten atomgetriebenen Überwasserkampfschiffe, die die US Navy bauen ließ. Seitdem werden lediglich Flugzeugträger und U-Boote mit einem solchen Antrieb gebaut.

## Geschichte

### Planung und Bau
Die Planung der Virginia-Klasse begann Ende der 1960er-Jahre als Nachfolger der California-Klasse. Dies geschah im Rahmen des so genannten DXGN-Programms, das die Indienststellung von nuklear getriebenen Eskorteinheiten für Flugzeugträgerkampfgruppen vorantreiben sollte. Die U.S. Navy hatte damals Bedarf an Kampfschiffen, die in Bezug auf Reichweite und Geschwindigkeit mit den atomar betriebenen Flugzeugträgern mithalten konnten. Ursprünglich sollten elf Virginias gebaut werden, dieser Plan wurde jedoch bereits nach der vierten Einheit fallen gelassen und die Klasse auf fünf Einheiten reduziert. Auch diese fünfte Einheit wurde aber noch vor der Kiellegung gestrichen. Ursprünglich waren die Schiffe als Zerstörer (DLGN = Destroyer Large/Leader Guided Missile nuclear powered, deutsch Großer (Führungs-)Zerstörer mit Lenkwaffen, nuklear getrieben) klassifiziert, noch vor der Indienststellung wurden sie jedoch zu CGN (= Cruiser Guided Missile nuclear powered, deutsch nuklear getriebener Lenkwaffenkreuzer) umklassifiziert. Der Grund für die Umklassifizierung war die Größe und Verdrängung der Schiffe, die in den klassischen Dimensionen für Kreuzer lag. Außerdem waren die Schiffe dank ihres Nuklearantriebs unabhängig von ständiger Versorgung, so dass sie ohne festen Flottenverband operieren konnten. Der Hauptgrund (da die Klassifizierungen ohnehin nur noch wenig über den Zweck aussagen) dürfte jedoch der gewesen sein, dass der US-Kongress für einen mächtiger klingenden Kreuzer eher Mittel bewilligen würden als für einen Zerstörer, der eher Hilfsaufgaben innerhalb einer Flotte erfüllt.
Die Reduktion wurde, neben dem Aufkommen der Gasturbinenschiffe (Spruance-Klasse), die bezüglich Beschleunigung und Höchstgeschwindigkeit ähnlich effektiv sind wie nuklear getriebene Schiffe, vor allem durch starke Kostenüberschreitungen bei den ersten Einheiten bedingt. So sollten die Werftkosten 1972 85 Mio. US-Dollar betragen, tatsächlich stiegen sie, unter anderem durch Inflation sowie baubedingte Mehrkosten auf rund 180 Mio. Dollar, die Gesamtbaukosten lagen im Durchschnitt bei 320 Mio. US-Dollar statt wie veranschlagt 220 Mio. US-Dollar.
Der Bau der Einheiten fand bei Newport News Shipbuilding statt, die Schiffe verbrachten rund zwei Jahre im Trockendock, die Ausrüstung dauerte ebenfalls etwa zwei Jahre.
Abgesehen von den Flugzeugträgern waren die Virginias die letzte Klasse nuklear angetriebener Überwasserschiffe und gleichzeitig Abschluss der ursprünglichen DLG/DLGN-Klassifizierung. Ohne Ausnahme waren es relativ kleine Klassen: Die Leahy- und Belknap-Klassen mit je neun konventionell angetriebenen Schiffen. Long Beach, Bainbridge und Truxtun als Einschiffklassen, sowie die California-Klasse mit zwei Einheiten. Alle diese Kreuzer wurden bis 1998 durch die konventionell angetriebene Ticonderoga-Klasse ersetzt. Die Mitte der 1970er-Jahre geplante CGN-42-Klasse, die den Rumpf der Virginias mit dem Aegis-Kampfsystem kombinieren sollte, wurde aus Kostengründen gestrichen.

### Einsatzzeit

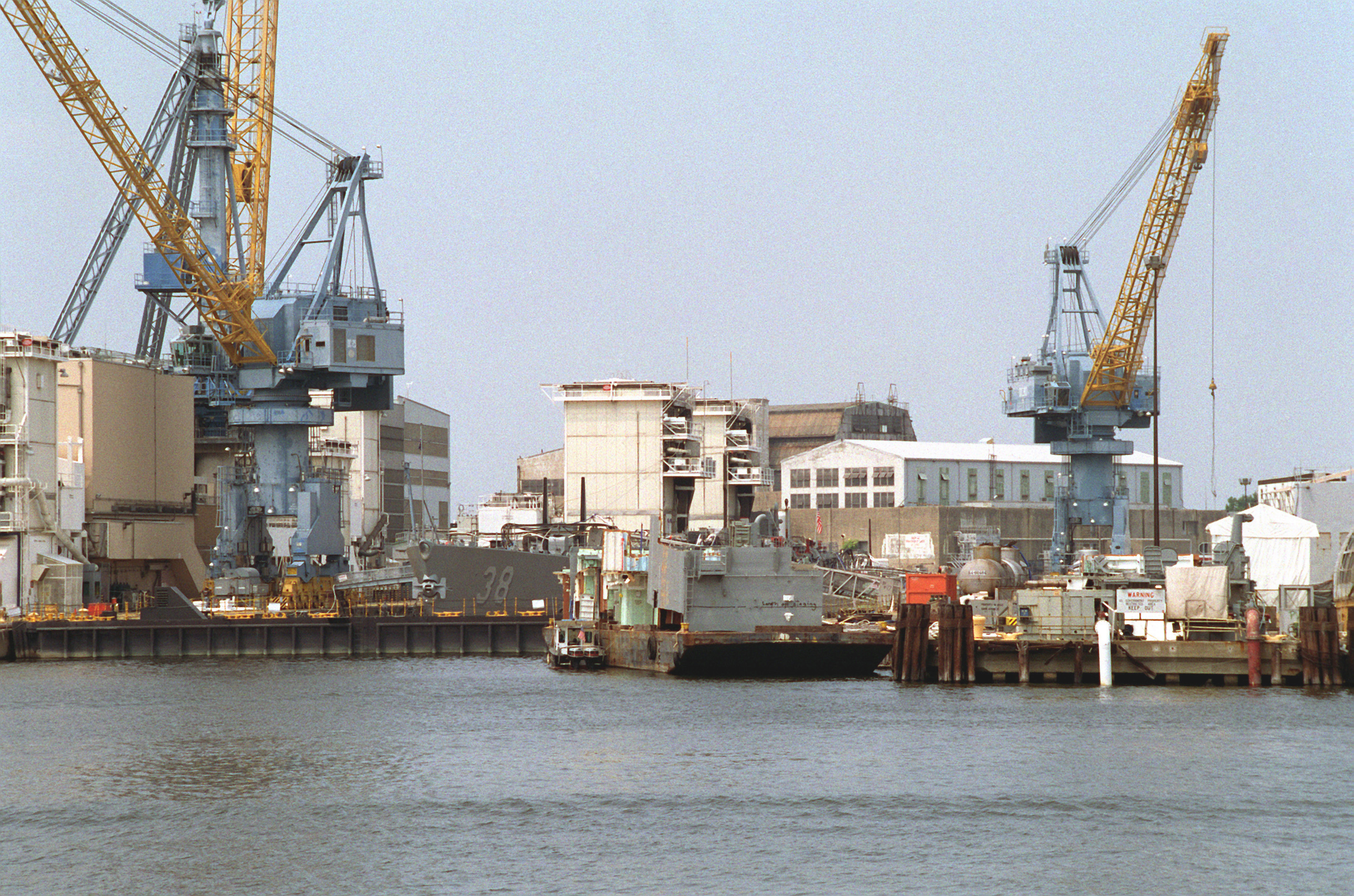
Der Rumpf der Virginia beim Zerlegen

Die vier Einheiten wurden zwischen 1976 und 1980 in Dienst gestellt und waren damit die letzten in Dienst gestellten nuklear getriebenen Überwasserkampfschiffe der US Navy. Die vier Schiffe wurden bereits in den 1990er-Jahren nach weniger als 20 Dienstjahren wieder außer Dienst gestellt. Die Gründe hierfür waren rein ökonomisch bedingt: Nach dem Ende des Kalten Krieges wurde das Budget der US Navy stark reduziert, so dass die Navy Geld einsparen musste. Dabei fiel die Wahl auf die Kreuzer der Virginia-Klasse, die auf Grund ihrer hohen Mannschaftszahl von über 500 Mann und des wartungsintensiven Nuklearantriebs jährlich etwa 40 Mio. US-Dollar im Unterhalt kosteten. Dazu standen Neubefüllungen der Reaktoren sowie ein Halbzeitwertsicherung an, bei der neben größeren Arbeiten an der Hülle auch modernere Elektronik hätte nachgerüstet werden müssen. Eine weitere Option wäre der Einsatz eines Vertical Launching System gewesen.
Die Außerdienststellung wurde kontrovers diskutiert, da die Schiffe gerade erst die Hälfte ihrer Lebensdauer hinter sich hatten und ihre Luftabwehrkapazität zwar nicht an die der Ticonderoga-Klasse mit ihrem Aegis-Kampfsystem heranreichte, aber doch mit der anderer Einheiten der Flotte mithalten konnte. Bei den vier Einheiten wurden die Aufbauten entfernt, das Zerlegen der Hüllen mit den Reaktoren im Rahmen des Ship-Submarine Recycling Program begann ab 1999.

## Technik

### Rumpf
Der Rumpf der Virginia-Klasse hatte mit fast 180 Metern Länge und knapp 19 Metern Breite ähnliche Ausmaße wie der der vorhergehenden California-Klasse, konnte aber durch eine andere Anordnung der Magazine unter Deck leicht verkürzt werden. Die Verdrängung der Schiffe lag bei etwa 12.000 Tonnen. Die Decksaufbauten waren, wie für die Nuklearkreuzer der US Navy üblich, relativ kurz und mittschiffs angebracht, es gab viel freie Decksfläche. Der Reaktor lag ebenfalls mittschiffs, damit sein hohes Gewicht die Trimmung nicht störte. Erstmals seit den Kreuzern der Des-Moines-Klasse aus den 1940er-Jahren wurde ein Hangar für die Helikopter nicht in den achterlichen Aufbauten untergebracht, sondern unter dem Achterdeck.

### Antrieb
Der Antrieb bestand aus zwei Atom-Reaktoren vom Typ D2G (D für Zerstörer, 2 für die 2. Generation von Atomreaktoren, G für den Hersteller, General Electric), die jeweils eine thermische Leistung von bis zu 150 MW erzeugten. Die Reaktoren übertrugen per Dampfturbinen rund 60.000 PS auf jede der beiden Wellen; damit konnten die Virginias Geschwindigkeiten von über 30 Knoten erreichen. Mit nur einem aktiven Reaktor wurde die Geschwindigkeit auf 25 bis 27 Knoten reduziert. Die Antriebsanlage hatte ein Gewicht von rund 2600 Tonnen.

### Bewaffnung

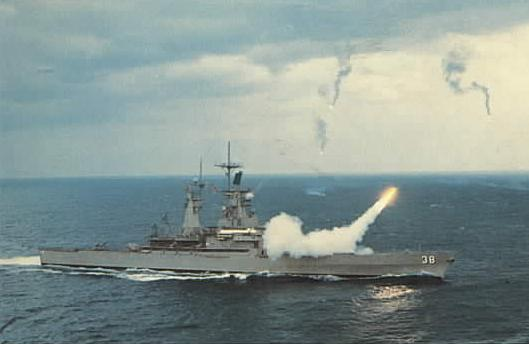
USS Virginia feuert eine SM-Luftabwehrrakete

Zu Beginn der Dienstzeit der Virginia-Klasse bestand die Bewaffnung aus zwei Doppelarmstartern Mk. 26 für die Flugabwehrrakete Standard Missile 1 (Medium Range, deutsch mittlere Reichweite) sowie Raketentorpedos Typ ASROC. Einer der Starter befindet sich am Bug (dieser war für die ASROC ausgerüstet), ein weiterer am Heck. Im Bugmagazin befanden sich 24 Flugkörper und das Heckmagazin fasste 44 Flugkörper. Zusätzlich war jeweils vor und achtern der Aufbauten ein Mk.-45-127-Millimeter-Geschütz mit Kaliberlänge 54 installiert. Dieses konnte mit einer Kadenz von 16 bis 20 Schuss pro Minute im Umkreis von 13 Seemeilen gegen Schiffe und langsam fliegende Flugobjekte eingesetzt werden. Am achteren Ende der Aufbauten gab es außerdem zwei Mk. 32-Dreifach-Torpedorohre, die den Leichtgewichtstorpedo Mk. 46 verschießen konnten. Insgesamt standen 14 Torpedos zur Verfügung.
Bei Werftliegezeiten in den 1980er-Jahren wurden die Schiffe der Virginia-Klasse außerdem mit zwei Mk. 141-Vierfachwerfern für den Seezielflugkörper AGM-84 Harpoon ausgerüstet, die direkt vor den Aufbauten platziert wurden, sowie mit zwei Armored Box Launchern für insgesamt acht Marschflugkörper BGM-109 Tomahawk, die auf dem Helikopterlandedeck aufgestellt wurden. Zur Nahbereichsverteidigung wurden mittschiffs zwei Gatling-Kanonen vom Typ Phalanx CIWS installiert. Die Flugabwehr wurde von SM-1 auf die verbesserte Version Standard Missile 2 aufgerüstet.

### Elektronik

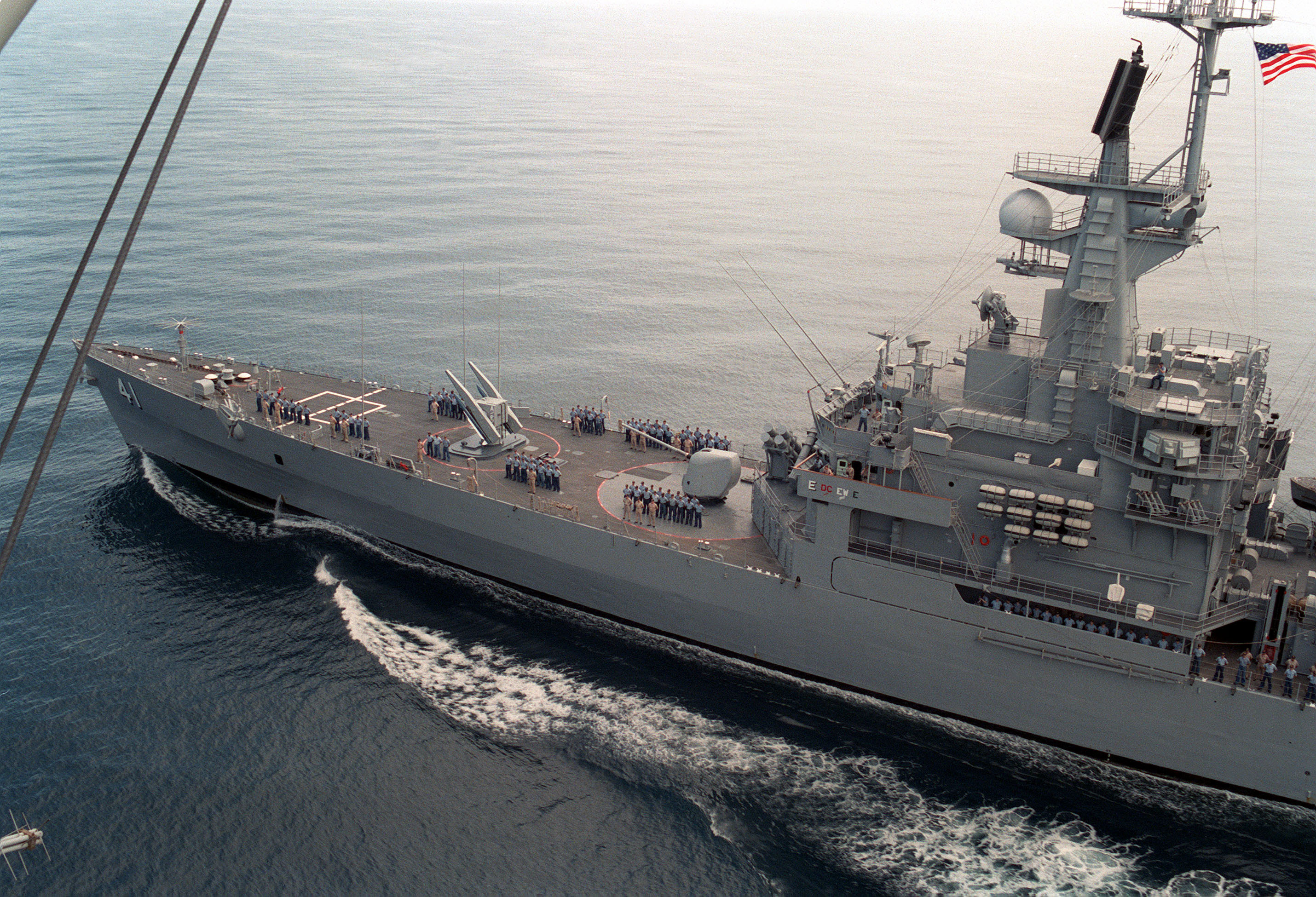
Vorschiff und vorderer Mast der USS Arkansas

Die Virginia-Klasse war ausgerüstet mit dem Luftüberwachungsradar SPS-40 von Lockheed mit einer Reichweite von bis zu 200 Seemeilen, das auf dem achteren Mast installiert ist. Als Höhensuchradar für Luftziele diente das SPS-48 von ITT-Gilfillan mit bis zu 230 Meilen Reichweite, das sich auf dem vorderen Mast befand. Als Oberflächensuchradar diente, ebenfalls am vorderen Mast, ein SPS-55.
Als Sonarsystem wurde das Bug-montierte SQS-53A verwendet, ein System, das sowohl aktiv als auch passiv nach Unterwasserzielen suchen kann. In der verwendeten Version A waren sämtliche Kontrollelemente noch analog. Gegen einen auf ein Schiff der Virginia-Klasse abgeschossenen Torpedo konnte ein AN/SLQ-25 Nixie genanntes System zum Einsatz gebracht werden. Dieses ist ein nachgeschleppter Köder, der die Schiffsgeräusche imitiert.
Als eine der ersten Klasse überhaupt hatte die Virginia-Klasse SLQ-32 an Bord. Dieses System zur elektronischen Kampfführung besteht aus Antennen für Fernmelde- und elektronische Aufklärung sowie für elektronische Gegenmaßnahmen. Ebenfalls zum SLQ-32-Paket gehört das Mk 36 SRBOC, das Düppel und Flares in die Luft schießt, die anfliegende Raketen sowohl mit Radar- wie auch mit Infrarotsuchkopf vom Schiff ablenken sollen.

### Luftfahrzeuge
Die Schiffe der Virginia-Klasse besaßen auf dem Achterdeck einen Helikopterlandeplatz. Für einen Helikopter stand unter Deck ein Hangar von 12,8 m × 4,3 m bereit, der mittels eines Aufzuges erreicht werden konnte. Die Klasse war nur mit dem LAMPS-I-Helikopter Kaman SH-2 Seasprite ausgerüstet, die moderneren Sikorsky SH-60 Seahawk sollten nur auf Schiffen, die für U-Jagd eingeplant waren, verwendet werden. Im Einsatz war jedoch selten ein Helikopter an Bord, da sich das Hangarsystem nicht bewährte. So soll der Aufzug nicht perfekt abgedichtet gewesen sein, weswegen die Arbeit in diesem Bereich bei der Crew extrem unbeliebt gewesen sein soll. Seit der Nachrüstung mit Tomahawk fiel die Landemöglichkeit auch theoretisch weg.

## Einsatzprofil

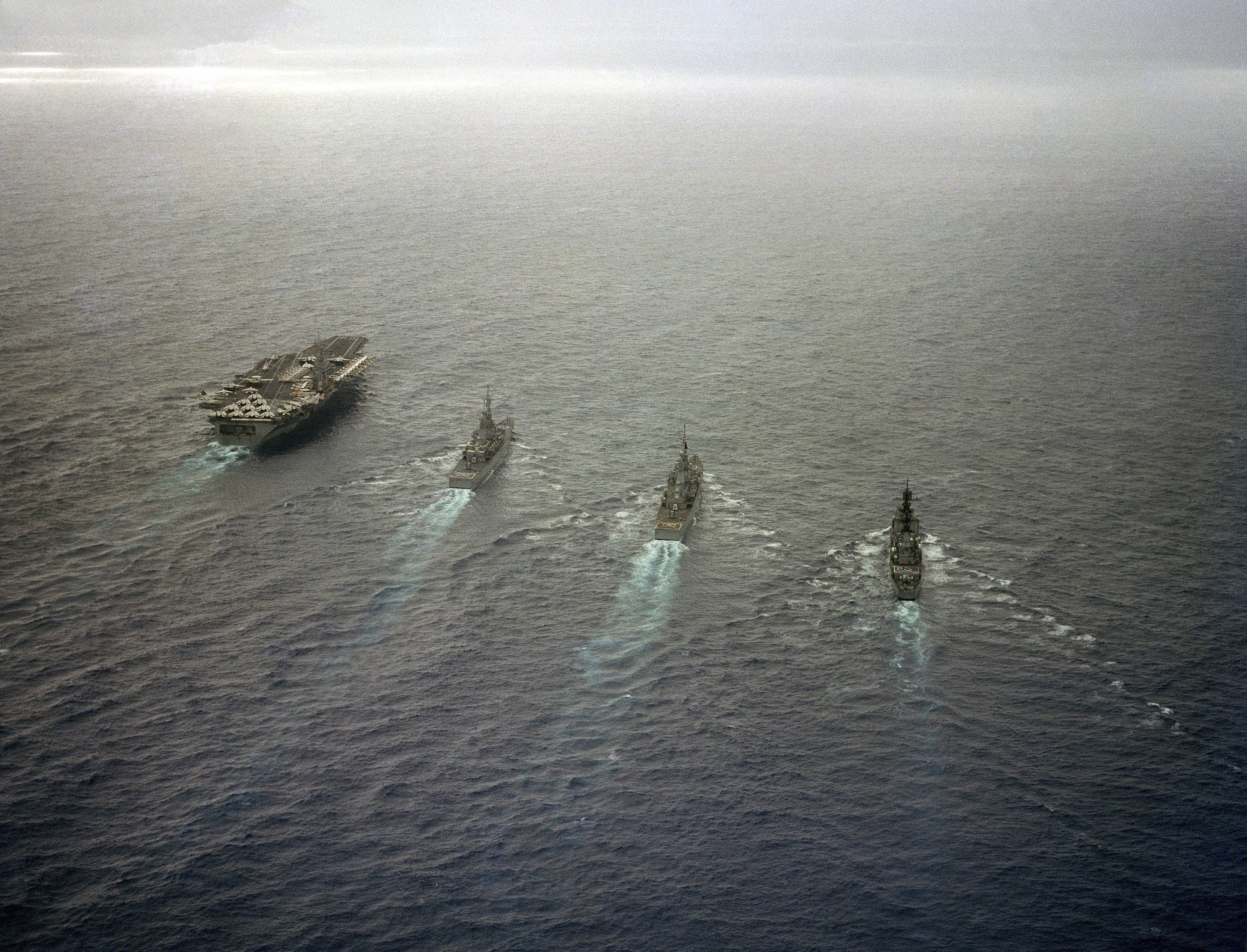
Mittig zwei Virginias, rechts Biddle, links Nimitz

Die Einheiten der Virginia-Klasse waren primär als Luftverteidigungsschiffe für Flugzeugträgerkampfgruppen geplant, die U-Jagd-Kapazität war vor allem durch das Fehlen der Seahawk-Helikopter eingeschränkt. Die Klassifizierung als Kreuzer weist auf eine gewisse Kapazität für Operationen außerhalb einer Flotte beziehungsweise als Anführer einer kleineren Task Force hin. Diese und weitere Möglichkeiten, welche die Einordnung als Kreuzer bedingt („Freihalten der Seewege“), wurde erst mit der Nachrüstung durch Seezielflug- und Marschflugkörper geschaffen.
Operationen der Klasse umfassten Einsätze vor Libanon und in der Großen Syrte 1982 und 1983 sowie im arabischen Meer während des Iran-Irak-Krieges. Auch als Flaggschiffe kleinerer Gruppen wurden die Einheiten im Rahmen von Operation Desert Storm eingesetzt. Dabei feuerte die USS Virginia aus dem Mittelmeer zwei Tomahawks auf Ziele im Irak ab; dies war die zu diesem Zeitpunkt größte Entfernung, über die ein Marschflugkörper im Kampfeinsatz eingesetzt wurde.